# Storie di tutti i giorni (album dal vivo)
Storie di tutti i giorni è un doppio album live di Riccardo Fogli, pubblicato nel 2002.

## Tracce

### CD 1
1. Piccola Katy
2. Noi due nel mondo e nell'anima
3. Mondo
4. Non finisce così
5. Tanta voglia di lei
6. Monica
7. Quando una lei va via
8. Pensiero
9. Sulla buona strada
10. Io ti prego di ascoltare
11. In silenzio
12. Il treno per parigi

### CD 2
1. Storie di tutti i giorni
2. Che ne sai
3. Alessandra
4. Malinconia
5. Quando sei sola
6. Per Lucia
7. Romanzo
8. Nascerò con te
9. Ma quale amore
10. In una notte così
11. Giorni cantati
12. Alla fine di un lavoro